# Gnamptodon tadzhicus
Gnamptodon tadzhicus är en stekelart som beskrevs av Vladimir Ivanovich Tobias och Saidov 1997. Gnamptodon tadzhicus ingår i släktet Gnamptodon och familjen bracksteklar. Inga underarter finns listade i Catalogue of Life.